# Mordet på ön
Mordet på ön (gaeliska: An t-Eilean, engelska: The Island) är en skotsk kriminaldramaserie på gaeliska vars första säsong hade premiär på BBC den 14 januari 2025. Första säsongen består av fyra avsnitt. Serien är skriven av Nicholas Osborne och Patsi Mackenzie, och regisserad av Tom Sullivan. Serien hade svensk premiär på SVT Play den 5 februari 2025.

## Handling
Serien utspelar sig på Yttre Hebriderna och kretsar kring den skotska polisen Kat Crichton som tvingas konfrontera sitt förflutna när hon får i uppdrag att utreda mordet på en medlem av den förmögna familjen Maclean på Isle of Harris.

## Rollista (i urval)
- Sorcha Groundsell – Kat Crichton
- Sagar Radia – Ahmed Halim
- Elspeth Turner – Lady Mary
- Iain Macrae – Sir Douglas
- Sinéad MacInnes – Eilidh
- Andrew Macinnes – Calum
- Meredith Brook – Sìne
- Sam James Smith – Ruaraidh